# フットボール・デ・プリメーラ・プレイヤー・オブ・ザ・イヤー
フットボール・デ・プリメーラ・プレイヤー・オブ・ザ・イヤー（Fútbol de Primera Player of the Year）は、スポーツメディアによる男子サッカーアメリカ合衆国代表の年間最優秀選手賞である。かつてはホンダ・プレイヤー・オブ・ザ・イヤー（Honda Player of the Year）の名で知られていた。

## 概要
1991年にフットボール・デ・プリメーラによって創設された。初代受賞者はウーゴ・ペレス。10年目となった2000年には、その節目を祝してホンダ・プレイヤー・オブ・ザ・ディケイドとして10年間で最も優秀であった選手を表彰、これはエリック・ウィナルダに与えられた。2009年には第2回のプレイヤー・オブ・ザ・ディケイドが発表され、ランドン・ドノヴァンに与えられた。
賞に用いられる銅像の製作はアルゼンチン生まれでサンフランシスコに拠点をおくアーティストであるロベルト・ガルシアが手掛けている。

## 受賞者
| 年   | 受賞者                   | 2位                      | 3位                      | 出典  |
| ---- | ------------------------ | ------------------------ | ------------------------ | ----- |
| 1991 | ヒューゴ・ペレス         | トニー・メオラ           | マルセロ・バルボア       |       |
| 1992 | エリック・ウィナルダ     | マルセロ・バルボア       | タブ・ラモス             |       |
| 1993 | トーマス・ドゥーリー     | アレクシー・ララス       | タブ・ラモス             |       |
| 1994 | マルセロ・バルボア       | アレクシー・ララス       | トニー・メオラ           |       |
| 1995 | アレクシー・ララス       | ジョン・ハークス         | マルセロ・バルボア       |       |
| 1996 | エリック・ウィナルダ     | ケイシー・ケラー         | ロイ・ラシター           |       |
| 1997 | エディ・ポープ           | クラウディオ・レイナ     | ケーシー・ケラー         |       |
| 1998 | コビ・ジョーンズ         | ケーシー・ケラー         | エディー・ポープ         |       |
| 1999 | ケーシー・ケラー         | クラウディオ・レイナ     | コビ・ジョーンズ         |       |
| 2000 | クラウディオ・レイナ     | トニー・メオラ           | ジョー＝マックス・ムーア |       |
| 2001 | アーニー・スチュワート   | クラウディオ・レイナ     | ジェフ・アグース         |       |
| 2002 | ランドン・ドノヴァン     | ブラッド・フリーデル     | クラウディオ・レイナ     |       |
| 2003 | ランドン・ドノヴァン     | ブライアン・マクブライド | カルロス・ボカネグラ     |       |
| 2004 | ランドン・ドノヴァン     | ダマルカス・ビーズリー   | カルロス・ボカネグラ     |       |
| 2005 | ケーシー・ケラー         | ランドン・ドノヴァン     | ダマルカス・ビーズリー   |       |
| 2006 | クリント・デンプシー     | ケーシー・ケラー         | ブライアン・マクブライド | [ 1 ] |
| 2007 | ランドン・ドノヴァン     | ティム・ハワード         | カルロス・ボカネグラ     |       |
| 2008 | ランドン・ドノヴァン     | ティム・ハワード         | クリント・デンプシー     |       |
| 2009 | ランドン・ドノヴァン     | ティム・ハワード         | ジョジー・アルティドール |       |
| 2010 | ランドン・ドノヴァン     | マイケル・ブラッドリー   | クリント・デンプシー     | [ 2 ] |
| 2011 | クリント・デンプシー     | ティム・ハワード         | ランドン・ドノヴァン     | [ 3 ] |
| 2012 | クリント・デンプシー     | マイケル・ブラッドリー   | ティム・ハワード         | [ 4 ] |
| 2013 | ジョジー・アルティドール | マイケル・ブラッドリー   | ランドン・ドノヴァン     | [ 5 ] |
| 2014 | ティム・ハワード         | ジャーメイン・ジョーンズ | クリント・デンプシー     | [ 6 ] |
| 2015 | マイケル・ブラッドリー   | クリント・デンプシー     | ジョジー・アルティドール | [ 7 ] |
| 2016 | ジョジー・アルティドール | クリスチャン・プリシッチ | マイケル・ブラッドリー   | [ 8 ] |
| 2017 | クリスチャン・プリシッチ | ジョジー・アルティドール | マイケル・ブラッドリー   |       |